# Clarksville, Arkansas
Clarksville là một thành phố thuộc quận Johnson, tiểu bang Arkansas, Hoa Kỳ. Năm 2010, dân số của thành phố này là 9178 người.

## Dân số
- Dân số năm 2000: 7719 người.
- Dân số năm 2010: 9178 người.